# Funció homogènia
En matemàtica, una  funció homogènia  és una funció que presenta un comportament multiplicador d'escala interessant: si tots els arguments es multipliquen per un factor constant, llavors el valor de la funció resulta ser un cert nombre de vegades el factor multiplicador elevat a una potència. Aquesta potència és el grau de la funció homogènia (vegeu #Definició formal).

## Definició formal
Suposem una funció la definició de la qual és {\displaystyle f:V\rightarrow W} entre dos espais vectorials sobre el mateix cos {\displaystyle F}. Llavors es diu que {\displaystyle f\,} és homogènia de grau k si:

{\displaystyle f(\alpha \mathbf {v} )=\alpha ^{k}f(\mathbf {v} ),\qquad \forall \alpha \in F\neq 0,\quad \forall \mathbf {v} \in V}

## Exemples

### Les funcions lineals
Qualsevol funció lineal {\displaystyle f:V\rightarrow W\,} és homogènia de grau 1, ja que per definició es té:

{\displaystyle f(\alpha \mathbf {v} )=\alpha f(\mathbf {v} )}

per a tot {\displaystyle \alpha \in F} i {\displaystyle \mathbf {v} \in V\qquad \qquad }. De la mateixa manera, qualsevol funció multilineal {\displaystyle f:V_{1}\times \ldots \times V_{n}\rightarrow W\qquad \qquad } és homogènia de grau n, per definició.

{\displaystyle f(\alpha \mathbf {v} _{1},\ldots ,\alpha \mathbf {v} _{n})=\alpha ^{n}f(\mathbf {v} _{1},\ldots ,\mathbf {v} _{n})}

per a tot {\displaystyle \alpha \in F} i {\displaystyle \mathbf {v} _{1}\in V_{1},\ldots ,\mathbf {v} _{n}\in V_{n}}. Se segueix que la n-èsima derivada de Fréchet d'una funció {\displaystyle f:X\rightarrow Y} entre dos espais de Banach {\displaystyle X\,} i {\displaystyle Y\,} és homogènia de grau n.

### Polinomis homogenis
Els monomis en {\displaystyle n} variables reals defineixen funcions homogènies {\displaystyle f:\mathbb {R} ^{n}\rightarrow \mathbb {R} }. Per exemple,

{\displaystyle f(x,y,z)=x^{5}y^{2}z^{3}\,}

és homogènia de grau 10, ja que:

{\displaystyle (\alpha x)^{5}(\alpha y)^{2}(\alpha z)^{3}=\alpha ^{10}x^{5}y^{2}z^{3}\,}

Un  polinomi homogeni  és un polinomi fet d'una suma de monomis del mateix grau. Per exemple,

{\displaystyle x^{5}+2x^{3}y^{2}+9xy^{4}\,}

és un polinomi homogeni de grau 5.

## Propietats
- El teorema d'Euler sobre funcions homogènies estableix:

| Suposem que una funció {\displaystyle f:\mathbb {R} ^{n}\rightarrow \mathbb {R} } és infinitament diferenciable. Llavors f és homogènia de grau k si i només si: {\displaystyle \mathbf {x} \cdot \nabla f(\mathbf {x} )=kf(\mathbf {x} )\qquad \qquad }. |

- Suposem que {\displaystyle f:\mathbb {R} ^{n}\rightarrow \mathbb {R} } és diferenciable i homogènia de grau k. Llavors les seves derivades parcials de primer ordre {\displaystyle \partial f/\partial x_{i}} són funcions homogènies de grau k-1.

Les demostracions d'aquests dos resultats són semblants. Per demostrar el segon, s'escriu {\displaystyle f=f(x_{1},\ldots ,x_{n})} i es pren l'equació

{\displaystyle f(\alpha \mathbf {y} )=\alpha ^{k}f(\mathbf {y} )}

Definint {\displaystyle x_{i}=\alpha y_{i}\,} i derivant respecte a {\displaystyle y_{i}\,}, trobem per la regla de la cadena que:

{\displaystyle {\frac {\partial }{\partial x_{i}}}f(\alpha \mathbf {y} ){\frac {\mathrm {d} }{\mathrm {d} y_{i}}}(\alpha y_{i})=\alpha ^{k}{\frac {\partial }{\partial x_{i}}}f(\mathbf {y} ){\frac {\mathrm {d} }{\mathrm {d} y_{i}}}(y_{i})}

I per tant:

{\displaystyle \alpha {\frac {\partial }{\partial x_{i}}}f(\alpha \mathbf {y} )=\alpha ^{k}{\frac {\partial }{\partial x_{i}}}f(\mathbf {y} )}

I finalment:

{\displaystyle {\frac {\partial }{\partial x_{i}}}f(\alpha \mathbf {y} )=\alpha ^{k-1}{\frac {\partial }{\partial x_{i}}}f(\mathbf {y} )}

## Aplicació a les EDOs
Si {\displaystyle I\,} i {\displaystyle J\,} són funcions homogènies del mateix grau, la substitució {\displaystyle v=y/x} converteix l'equació diferencial ordinària (EDO)

{\displaystyle I(x,y){\frac {\mathrm {d} y}{\mathrm {d} x}}+J(x,y)=0,}

en l'equació diferencial separable:

{\displaystyle x{\frac {\mathrm {d} v}{\mathrm {d} x}}=-{\frac {J(1,v)}{I(1,v)}}-v}